# Discurso do Monte das Oliveiras

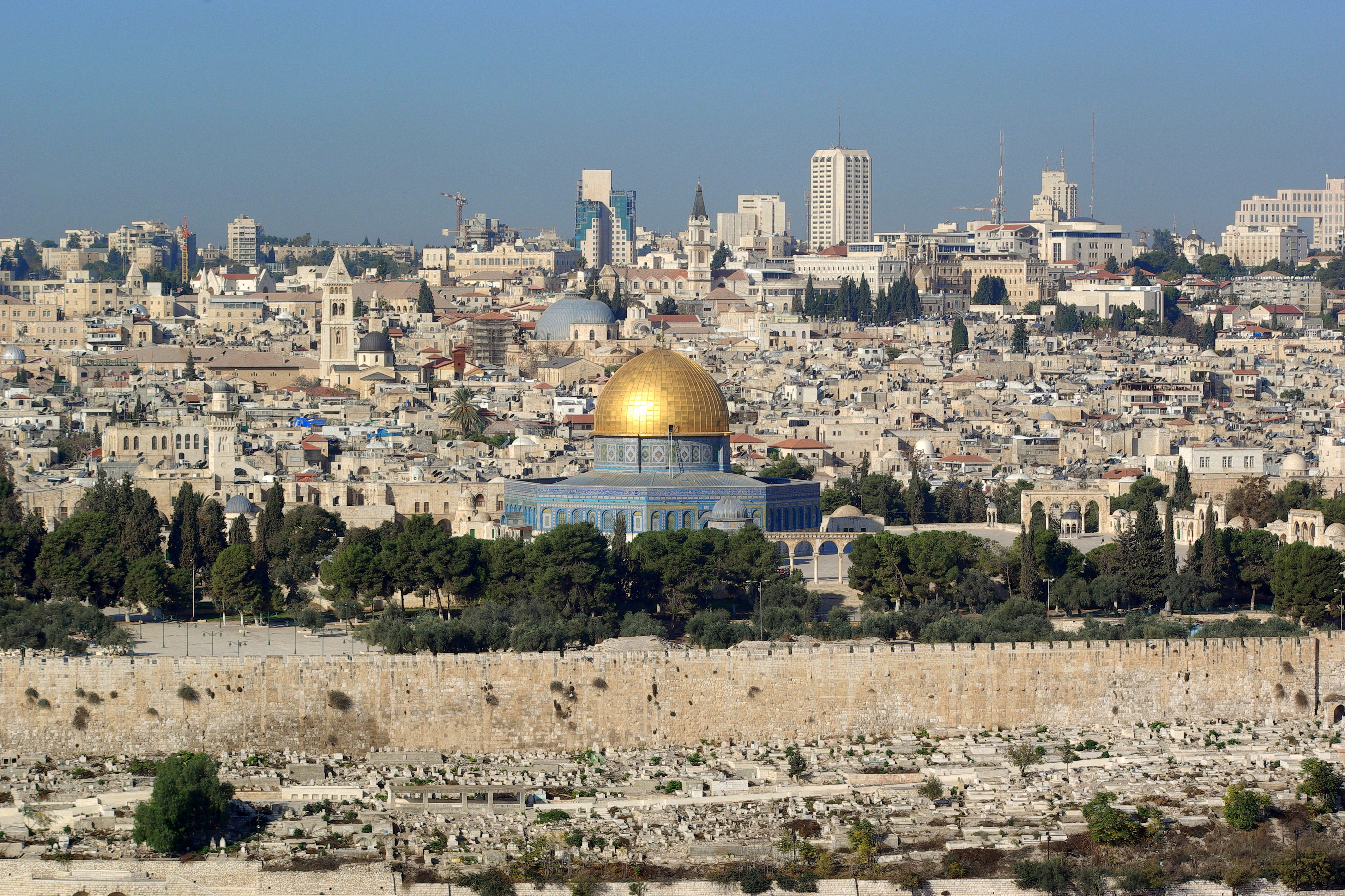
Jerusalém vista do monte das oliveiras. Local onde Jesus teria proferido o sermão.

O Sermão do Monte das Oliveiras, chamado ainda de a Profecia do Monte das Oliveiras ou Sermão profético, é uma passagem bíblica encontrada nos evangelhos sinóticos, respectivamente nos capítulos Mateus 24 (Mateus 24:1–31), Marcos 13 (Marcos 13:1–27) e Lucas 21 (Lucas 21:5–36). Também é chamado de Pequeno Apocalipse, pois em seu escopo inclui descrições de Jesus sobre o fim dos tempos, bem como o uso de linguagem apocalípticas. Nesse discurso, Jesus alerta seus seguidores que os mesmo passarão por tribulações e perseguições antes do triunfo final do Reino de Deus. Dentro da narrativa, este é um discurso ou sermão proferido por Jesus no Monte das Oliveiras, daí a origem do termo. Este é o último dos cinco sermões do Evangelho de Mateus e ocorre um pouco antes da narrativa sobre a Paixão de Cristo. Ao realizarmos uma análise conjunta dos evangelhos sinópticos, podemos inferir que este discurso ocorreu no terceiro dia da semana ou, como acreditam os católicos, na Terça-Feira Santa.
O maior desafio dos teólogos tem sido determinar o tempo exato do cumprimento desta profecia bíblica. É de considerável relevância a discussão de se a descrição de Jesus sobre a tribulação trata-se de um evento passado, presente ou futuro.:p.5 Em cada uma das três perspectivas dos sermões evangélicos que, a primeira vista, parecem ter um teor preditivo há um consenso geral de que, no referido evento, Jesus teria profetizado sobre a futura destruição do Templo de Jerusalém.
No entanto, alguns interpretes cristãos modernos, divergem quanto ao significado dos tópicos adicionais deste discurso. Muitos intérpretes cristãos evangélicos, incluindo ministros e teólogos bem conhecidos, como Tim LaHaye, afirmam que esta passagem se refere à Segunda vinda de Cristo e, dessa forma, discordam que Jesus estaria descrevendo os sinais de seu retorno (é importante mencionar que o expositor britânico, Dr. Victor-Pearce, sugere que o meio do discurso se refere à invasão romana, enquanto o início e o fim dele se refere ao fim do mundo).
O fato do discurso ter sido proferido no Monte das Oliveiras, segundo muitos estudiosos, não foi acidental, mas sim o “ressoar” de uma passagem escrita no livro do profeta Zacarias, o qual afirma que o lugar seria a futura localização da batalha final entre o Messias judeu e seus adversários.

## Conteúdo

### Destruição de Jerusalém

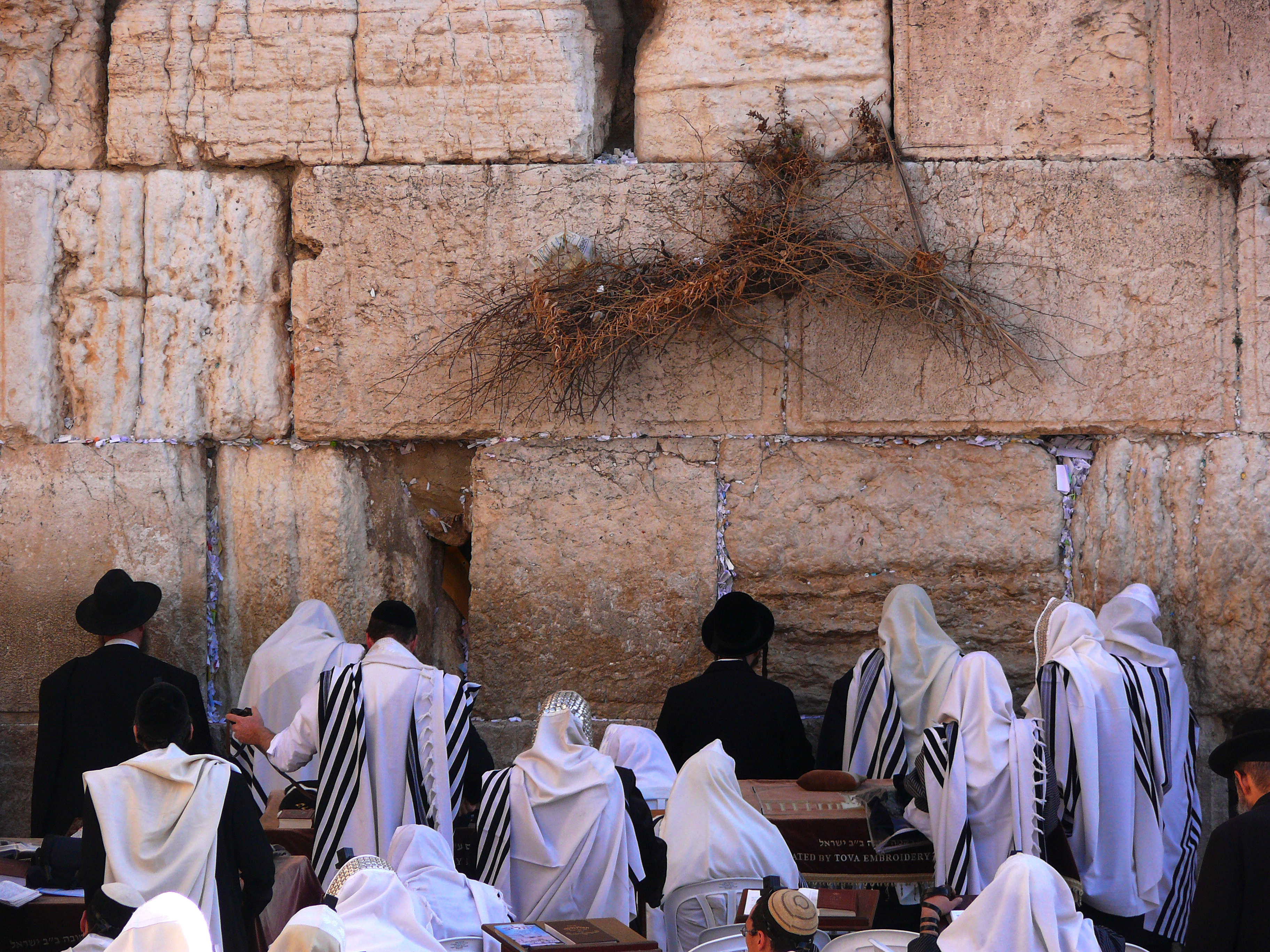
A última parte que restou do antigo templo após sua destruição pelos romanos em 70 d.C.

De acordo com a narrativa dos Evangelhos sinópticos, um discípulo fez observações sobre a grandeza do Templo de Herodes. Um edifício projetado com mais de 10 andares, provavelmente adornado com ouro, prata e outros itens preciosos. No entanto, a narrativa prossegue e Cristo afirma que nem uma pedra permaneceria intacta no edifício, e tudo seria reduzido a escombros.
Os discípulos perguntaram: "Quando isso vai acontecer, e qual será o sinal da tua vinda e do fim dos tempos?" Eles provavelmente tinham assumido que a destruição do templo e o fim do mundo iriam ocorrer simultaneamente. O Mestre, dessa forma, procurou corrigir essa impressão. Citou, primeiramente, a invasão romana, em seguida, comentou sobre sua última vinda para realizar o juízo universal.
Jesus, em primeira instância, alerta-os sobre as coisas que aconteceriam e que não deveriam ser interpretadas como sinais:
- Alguns se autodenominariam ser o Cristo (ver também o Anticristo)- Esta era uma crença geral de que se o Messias judeu chegasse a Jerusalém, isso significaria que o Reino dos Céus era iminente.
- Haveria guerras e rumores de guerra.

Em seguida, Jesus identifica o princípio das dores:
- Nações se levantando contra nações e reinos contra reinos;
- Terremotos;
- Fome;
- Epidemias;
- Eventos terríveis.

Em seguida, ele descreveu o que seriam mais dessas "dores de parto", o que levaria a vinda do Reino:
- Falsos profetas;
- Apostasia;
- A perseguição dos seguidores de Jesus;
- A propagação da mensagem de Jesus (o Evangelho) em todo o mundo.

Jesus, então, alertou os discípulos sobre a "abominação da desolação", a qual, segundo as palavras que complementam o texto, estará "de pé onde não deveria estar." Os Evangelhos de Mateus e Marcos adicionam a expressão "quem lê entenda". Isto é geralmente considerado como uma referência a duas passagens do Livro de Daniel.
Alguns consideram estas declarações pouco ou nada prováveis. Um ponto de vista (futurismo) é que o futuro previsto por Jesus é o desdobramento de eventos que já estão em ação na sociedade humana contemporânea. Outra visão profética (preterismo) é que todas essas previsões foram cumpridas no momento em que Jerusalém caiu no ano 70 d.C.

## Grande Tribulação

### Profecia bíblica
Após a descrição da "abominação desoladora", Jesus adverte que, durante esses acontecimentos, o povo da Judeia deveria fugir para as montanhas com tal urgência que não deveriam nem mesmo voltar para organizar suas pendências caseiras. Também advertiu que se isso acontecer no inverno ou no sábado, a fuga seria ainda mais difícil.
Jesus descreveu este como um momento de "grande tribulação" pior do que qualquer outro evento ocorrido anteriormente. Cristo então assevera que, imediatamente após estes tempos angustiosos, as pessoas veriam um sinal:
| “ | «O sol escurecerá, e a lua não dará a sua luz, as estrelas cairão do céu, onde estiverem os corpos aí se ajuntarão os abutres.» (Mateus 24:27–28) | ” |

A descrição do sol, a lua e as estrelas se escurecendo também é citada no Antigo Testamento, no livro do profeta Isaías(Isaías 13:10). O profeta Joel (Joel 2:30) escreveu que este seria o sinal que precederia o grande e terrível "Dia do Senhor". O livro do Apocalipse (Apocalipse 6:12) menciona também o sol e a lua se escurecendo durante a abertura do sexto selo, mas a passagem acrescenta mais detalhes que os versículos supracitados.

### Vinda do Filho do Homem
No Sermão do Monte das Oliveiras, Jesus afirma que após o tempo da tribulação e do escurecimento do sol, da lua e das estrelas, seria visto "o sinal do filho do homem vindo sobre as nuvens com poder e grande glória". Jesus seria acompanhado por seus anjos e, no ressoar das trombetas, estes reuniriam os seus eleitos dos quatro ventos da terra ("os escolhidos de Deus") no céu.
Alguns cristãos analisam esta passagem como uma previsão da superação da tirania romana pelo cristianismo onde o mesmo acabou por se tornar a religião oficial do Império Romano.
Para muitos, que analisam o texto de forma mais literal, isto é tomado como um reflexo da "Segunda Vinda". Nos tempos modernos, os defensores das leituras mais literais também tendem a ser politicamente conservadores, e argumentam que a ONU ou União Europeia, ou que alguma confederação do Oriente Médio seria o quarto império citado por Daniel que, segunda a referida crença, iria "devorar" o mundo.
Os Evangelhos sinópticos também descrevem que o Mestre teria afirmado que "os eleitos" serão reunidos através dos extremos da terra aos Céus. Suas palavras exatas afirmam que eles seriam reunidos "dos quatro ventos, dos mais extremos da terra para o mais extremo do céu". Embora a maioria dos estudiosos, e quase todos os cristãos, leiam este texto no sentido de que a reunião deveria incluir as pessoas não só da terra, mas também do céu, alguns cristãos, em sua maioria protestantes e premilenistas modernos têm interpretado seu significado afirmando que as pessoas seriam recolhidas da terra e levados a um céu "conceitual" - como se fora um estado de êxtase. A maioria dos estudiosos veem isso como uma citação de uma passagem do livro de Zacarias onde é previsto que Deus viria a Terra para habitar com os seus eleitos.

### Iminência
Historicamente, esta tem sido uma das passagens mais difíceis de interpretar se levarmos em conta uma visão literal do texto. A primeira vista, parece implicar que os discípulos ainda estariam vivos até o dia de hoje. Algumas lendas surgiram sugerindo que os discípulos a quem Jesus estava falando não teriam morrido, mas permaneceriam vivos. C.S. Lewis chamou essa passagem de "o verso mais complicado da Bíblia".
Há ainda, por parte de muitos, certas controvérsias quanto a esta citação haja vista que aquela geração toda já passou. No entanto, é necessário notar mais uma vez a expressão indicativa "esta geração", fazendo uma referência a algo que estava ali, naquele dado instante. Uma das formas de se eliminar o problema quanto ao tempo é traduzir a palavra grega "genea", como raça ao invés de geração. Escritores contemporâneos que traduzem dessa forma, invariavelmente apoiam esta visão afirmando que os eventos descritos no capítulo 24 de Mateus, não foram todos cumpridos no ano 70 d.C. Quanto a isto, escreveu o renomado teólogo Arno C. Gaebelein:
| “ | O versículo 34 tem sido uma dificuldade para muitos. A palavra geração não significa o povo que estava, então, vivo; ela tem o significado de "esta raça". A raça judia não poderia desaparecer até que todas essas coisas fossem cumpridas. | ” |

Nos tempos modernos, uma opinião popular (mas longe de ser unânime) é de que Jesus, no Sermão do Monte, estaria usando uma linguagem apocalíptica de seu tempo, isto é, utilizando recursos simbólicos em sua fala, como fizeram muitos profetas judeus. Contudo, ao longo da história, tem surgido muitos grupos que procuram realizar uma interpretação mais literal do discurso.

## Interpretações
Entre do pensamento conservador cristão evangélico, dois pontos de vista opostos foram expressos em um debate entre os teólogos Gentry L. Kenneth e Ice Thomas:pp.197-199
De longe, as mais proeminentes são o futurismo e o Preterismo. O futurismo domina os pontos de vista teológicos mais conservadores atualmente, embora observa-se no preterismo um grande ressurgimento. Algumas visões permitem duplo cumprimento de partes da Profecia do Monte das Oliveiras.

### Idealismo
O idealista (atemporalismo) não vê nenhuma evidência de cronologia dos eventos proféticos da Bíblia. Assim, eles concluem que o seu cumprimento não pode ser previsto. Idealistas vêem as passagens proféticas como sendo apenas de grande valor no ensino das verdades sobre Deus. O Idealismo raramente é aplicada à profecia bíblica, exceto nas linhas teológicas mais liberais.

### Preterismo
O preterismo considera que a maioria, senão todos os pontos da profecia, já foram cumpridos. Geralmente fazem referência a este cumprimento se reportando à destruição de Jerusalém pelos Império Romano no ano 70 d.C. Esta doutrina possui em si dois pontos de divergência importantes:
- O "preterismo parcial" diz que a maioria (mas não todos) os pontos da profecia, incluindo as passagens de Mateus 24, Daniel e Apocalipse dos capítulos 19 ao 20, já teriam sido cumpridas quando Jerusalém foi destruída.[10] Uma vez que ainda inclui a crença em uma futura "Segunda Vinda" física de Cristo, a ressurreição dos mortos e o Juízo Final. O preterismo parcial cai dentro dos parâmetros da ortodoxia, pois está em conformidade com os credos dos cristãos primitivos.
- O "preterismo total" (ou completo) diz que toda profecia bíblica foi cumprida por volta de 70 d.C. Não mantém a ideia de um futuro julgamento, do retorno de Cristo, ou da ressurreição dos mortos (pelo menos não para os não-cristãos). Devido à crença de que toda a profecia bíblica foi cumprida, algumas vezes é considerado "radical" e, geralmente descrito como "pouco ortodoxo" porque vai contra todos os credos cristãos primitivos.

### Historicismo
O historicismo considera que a maioria das profecias tem sido ou serão cumpridas durante a atual era da Igreja. Foi o ponto de vista principal dos protestantes da Reforma até meados do século XIX. Apenas entre os Adventistas do Sétimo Dia a interpretação da corrente cristã conservadora historicista é aplicada compreendendo a Tribulação.

### Futurismo
O Futurismo sustenta que todas as principais profecias não cumpridas serão cumpridas durante um tempo global de catástrofes e guerras, conhecido como a "Grande Tribulação", em que muitas outras profecias serão cumpridas durante ou após o reinado milenar de Jesus Cristo. De acordo com muitos futuristas, muitas previsões estão sendo cumpridas durante a Era da Igreja, em que a ilegalidade e a apostasia assolam a sociedade secular. Isto é visto como o mais importante sinal de que os cumprimento de todas as outras profecias será durante a Tribulação. Dentro do cristianismo evangélico, nos últimos 150 anos, o futurismo passou a ser a visão profética dominante. No entanto, por volta da década de 1970, o preterismo evangélico – extremo oposto do futurismo -  passou a ser visto como um novo desafio a esta hegemonia, particularmente dentro da tradição reformada. No entanto, o futurismo continua sendo o ponto de vista predominante na atualidade.

## Parábolas
No relato de Mateus, Jesus conta duas parábolas durante este discurso:
- Parábola da Figueira (24:32-36)
- Parábola do Servo Fiel (24:45-51)

## Manuscritos
- Uncial 094 - contém os versículos 9 a 21
- Papiro 70 - versículos  24:3-6, 12-15